# Tritonia episcopalis
Tritonia episcopalis is een slakkensoort uit de familie van de Tritoniidae. De wetenschappelijke naam van de soort is voor het eerst geldig gepubliceerd in 1977 door Bouchet.